# Нанри, Юка
Юка Нанри (яп. 南里侑香 Нанри Ю:ка, род. 13 марта 1984, префектура Нагасаки, Япония) — сэйю и японская поп-певица. Известна по ролям в аниме-фильмах За облаками (главная роль Саюри Сватари), School Rumble. Участвовала в сольном проекте FictionJunction Юки Кадзиуры (известного японского композитора) в качестве исполнительницы её песен.

## Работы в анимации
- 2002 — Макросс Зеро — Мао Номэ
- 2004 — The Prince of Tennis (TV) — Намури Иджин (эпизод 134)
- 2003 — Школа убийц [ТВ-1] — Генриетта
- 2003 — Memories Off 2 — Мэгуми Сома
- 2003 — Godannar (TV) — Сакура
- 2004 — За облаками — Саюри Саватари
- 2004 — Mai-HiME (TV) — Нао Юки
- 2004 — School Rumble (первый сезон) — Карэн Итидзё
- 2004 — W~Wish — Акино Иида
- 2005 — School Rumble: Extra Class (OAV) — Карэн Итидзё
- 2005 — Mai-Otome [ТВ] — Джульет Нао Джан
- 2006 — Mai-Otome Zwei (OVA) — Джульет Нао Джан
- 2009 — Sora o kakeru shoujo (TV) — Сисидо Нами